# Хари Потер (ТВ серија)
Хари Потер (енгл. Harry Potter) је предстојећа фантастично-авантуристичка телевизијска серија заснована на истоименом серијалу романа које је написала Џ. К. Роулинг. Планирано је да свака сезона серије покрије по једну књигу из серијала. Серију продуцирају Warner Bros. Television и Brontë Film, а премијерно ће је емитовати HBO почетком 2027. године.

## Радња
Серија прати живот младог чаробњака, Харија Потера, и његових пријатеља Хермионе Грејнџер и Рона Визлија, ученика Хогвортске школе за чаробњаштво и вештичарење.

## Улоге
| Глумац            | Улога              |
| ----------------- | ------------------ |
| Доминик Маклафлин | Хари Потер         |
| Аластер Стаут     | Рон Визли          |
| Арабела Стантон   | Хермиона Грејнџер  |
| Џон Литгоу        | Албус Дамблдор     |
| Џенет Мактир      | Минерва Макгонагал |
| Папа Есиједу      | Северус Снејп      |
| Ник Фрост         | Рубијус Хагрид     |
| Лук Талон         | Квиринус Квирел    |
| Пол Вајтхаус      | Аргус Филч         |
| Берти Карвел      | Корнелијус Фаџ     |
| Локс Прат         | Драко Мелфој       |
| Џони Флин         | Луцијус Мелфој     |
| Бел Паули         | Петунија Дарсли    |
| Данијел Ригби     | Вернон Дарсли      |
| Кетрин Паркинсон  | Моли Визли         |
| Лео Ерли          | Шејмус Финиган     |
| Алесија Леони     | Парвати Патил      |
| Сијена Муса       | Лавандер Браун     |
| Рори Вилмот       | Невил Лонгботом    |
| Ејмос Китсон      | Дадли Дарсли       |
| Луиза Брили       | мадам Бућкуриш     |
| Антон Лесер       | Герик Оливандер    |